# Sケン

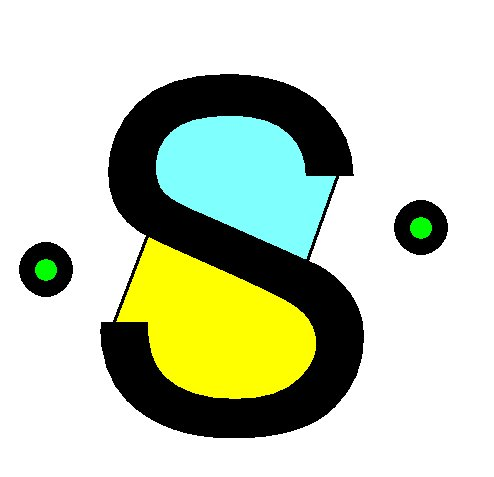
Sケンの一例。青と黄の部分が各々の陣地で緑が安全地帯、それ以外は片足跳びで移動する。

Sケン（エスケン）とは、参加者が2チームに別れ、地面に大きく描かれたS字状の陣地を用いて相手チームを全滅させるか、若しくは相手陣地にある「宝物」を奪うことを目的とした子供の遊び。

## 概要
発祥の地域、時期などは明らかでは無いが全国的に遊ばれており、名称もエスケンという呼称が一般的である。地方によって数多くのローカルルールが存在する。
この遊びを「S字合戦」という名前で紹介している書籍がある。

## 遊び方
- 参加者（規定はないが、10～20人程度の参加者がいたほうが面白い）は2チームに別れ、それぞれ地面に大きく描かれたＳ字の陣地の円の内側に入る。
- 開始の合図と共にそれぞれの陣地のＳ字型の切れ目より攻撃隊が出撃し相手陣地に攻め込む。このとき、双方の陣地および安全地帯外での行動は片足跳び（いわゆる「ケンケン」）に限定されており、疲労、格闘での敗北を問わず両足を地面に着いたり、転倒した者は「死亡」とみなされゲームから脱落する。なお、「S字陣地」と「ケンケン」という特徴が本ゲームの名前の由来となっている。
- 陣地ラインを超え、押し出され、また引きずり込まれた者も「死亡」となる。
- チームの全員が敗北し「死亡」するか、「宝物」を設置する場合は相手チームに奪われた時点で勝敗が決定する。

## その他
- 陣地外に、両足を着いて良い「島（安全地帯）」を設ける場合も多い。
- S字を二重にして出撃のための通路とし、「相手の陣地の外周を回ることにより相手陣地から攻撃を受ける危険性」を加えた「通路Sケン（ひまわり）」などのバリエーションもある。
- 宝物を設けないパターンもあり、この場合は相手チームを全滅させることでのみ決着が付く。
- 「死亡」となった後自チームの陣地から再びゲームを始めるパターンもある。この場合は「宝物」を奪うことでのみ決着がつく。
- 「死亡」となった後は敵チームの捕虜となり相手陣地内で待機となるパターンもある。この場合は「宝物」は設けられず相手陣地内の捕虜に接触することにより捕虜は復活できる。